# Puppet Master X : Axis Rising
Série
Puppet Master: Axis of Evil
(2010) Puppet Master: Axis Termination
(2017)
Pour plus de détails, voir Fiche technique et Distribution.
Puppet Master X : Axis Rising est un film d'horreur américain réalisé par Charles Band, sorti directement en vidéo en 2012

## Synopsis
Les poupées réanimées affrontent les SS.

## Fiche technique
- Titre : Puppet Master X : Axis Rising
- Réalisation : Charles Band
- Dates de sortie :
  -  États-Unis : 9 octobre 2012

## Distribution
- Kip Canyon : Danny
- Jean Louise O'Sullivan : Beth
- Terumi Shimazu : Ozu
- Scott Anthony King : Moebius
- Paul Thomas Arnold : General Porter
- Oto Brezina : Freuhoffer
- Brad Potts : Sergeant Stone
- Stephanie Sanditz : Uschi
- Kurt Sinclair : Major Collins
- Danielle Stewart : Leech Woman (voice) (Uncredited)
- Kenichi Iwabuchi : Kamikaze (voice) (Uncredited)